# Robert-Bosch-Berufskolleg (Dortmund)
Das Robert-Bosch-Berufskolleg (RBBK) der Stadt Dortmund ist ein Berufskolleg, in dem in Dortmund neben beruflichen Abschlüssen auch alle allgemeinbildenden Abschlüsse erworben werden können.
Mit Robert Bosch hat das Berufskolleg einen Techniker und Unternehmer als Namensgeber, der sich auch durch soziales und gesellschaftliches Engagement hervortat.

## Lage
Das Berufskolleg befindet sich neben dem Dortmunder U, im Unionviertel des Stadtbezirks Innenstadt-West. In unmittelbarer Nähe befindet sich die Stadtbahnhaltestelle Westentor, die von den Linien U 43 und 44 angefahren wird. Außerdem führt der in der Nähe beginnende Boulevard Kampstraße in die Dortmunder City. Neben dem Robert-Bosch-Berufskolleg befindet sich das Robert-Schuman-Berufskolleg.

## Bildungsangebot

### Berufsschule
Im Rahmen der Dualen Ausbildung können am Robert-Bosch-Berufskolleg die folgenden Bildungsgänge angeboten werden:
- Augenoptik
  - Augenoptiker
- Elektrotechnik
  - Handwerk
    - Elektroniker Energie- und Gebäudetechnik
    - Informationselektroniker mit den Schwerpunkten Bürosystemtechnik oder Geräte- und Systemtechnik

  - Industrie
    - Elektroniker für Automatisierungstechnik
    - Elektroniker für Betriebstechnik
    - Elektroniker für Geräte und Systeme
    - Elektroniker für Gebäude- und Infrastruktursysteme

  - Mikrotechnologe
- IT-Berufe
  - Fachinformatiker Fachrichtung Anwendungsentwicklung
  - Fachinformatiker Fachrichtung Systemintegration
  - IT-Systemelektroniker
  - IT-Systemkaufmann
  - Informatikkaufmann/-kauffrau
- Medientechnik
  - Fachkraft für Veranstaltungstechnik
  - Mediengestalter Bild und Ton
- Versorgungstechnik
  - Anlagenmechaniker für Sanitär-, Heizungs- und Klimatechnik
  - Anlagenmechaniker Versorgungstechnik
- Zusatzqualifikationen
  - Betriebsassistent im Handwerk
- Doppelqualifizierung
- FHR in den Bildungsgängen Elektrotechnik, Augenoptik und Anlagenmechanik

### Vollzeitformen
Am Robert-Bosch-Berufskolleg können in der Vollzeitform folgende Abschlüssen erworben werden:
- Ausbildungsvorbereitung (AV)
  - Hauptschulabschluss nach Klasse 9
  - Internationale Förderklassen (IFK)
  - Kooperation mit dem Werkhof e. V.
- Berufsfachschule 1 und 2
  - Hauptschulabschluss nach Klasse 10
  - Mittlerer Bildungsabschluss mit Q-Vermerk

- Berufsfachschule 2- und 3-jährig
  - Fachhochschulreife (schulischer Teil)
    - Energie-/ Automatisierungstechnik
    - Informations- und Kommunikationstechnik

  - Allgemeine Fachhochschulreife und Berufsabschluss
    - Informationstechnischer Assistent
    - Medizinisch-Technischer Assistent

  - Allgemeine Hochschulreife und Berufsabschluss
    - Informationstechnischer Assistent
    - Elektrotechnischer Assistent mit der Profilbildung Medizintechnik

  - Fachoberschule
    - FOS 12 B (Fachhochschulreife)
    - FOS 13 (Allgemeine Hochschulreife)

  - Berufliches Gymnasium
    - Allgemeine Hochschulreife (Abitur)
    - Leistungskurse: Mathematik und Elektrotechnik
    - Leistungskurse: Mathematik und Informatik
    - mit Berufsausbildung nach Landesrecht (Wahlbereich)

### Fachschule für Technik
Hinzu kommen Weiterbildungsangebote, so zum Beispiel im Bereich Fachschule zum Abschluss Staatlich geprüfter Techniker mit den Schwerpunkten Elektrotechnik, Informatik, Medizintechnik und Zusatzqualifikationen im Technischen Umweltschutz.

## Geschichte
Bereits 1846 wurde eine Handwerkerschule gegründet, die aber bereits 1853 wegen zu geringer Frequentierung eingestellt wurde. Erneut wurde eine Handwerkerschule 1866 unter der Leitung von Dr. Birnbaum, einem 38-jährigen Baumeister, im damaligen Gasthaus der Stadt am Westenhellweg, Ecke Marienstraße eröffnet. Diese Schule wurde 1868 in Gewerbeschule umbenannt und von zwei auf sechs Klassen erweitert. Zehn Jahre später, 1878, fand die Vereinigung mit der Königlichen Werkmeisterschule zur Maschinenbauschule, heute Ingenieurschule, statt. Der nächste Entwicklungsschritt fand 1910 durch Michaelis statt. Er entwarf ein Fortbildungsschulgesetz somit gab es Lehrpläne für eine gewerbliche und kaufmännische Fortbildungsschule.
1917 konnte die Handwerkerschule und die 1903 daraus hervorgegangene Oberrealschule in der Brügmannstraße ein neues Schulgebäude beziehen. Bereits ein Jahr später, im Jahr 1918 wurde eine neue Schulordnung für die städtische-gewerbliche Fortbildungsschule zu Dortmund erlassen. Diese Schule hatte als Handwerkerberufsschule in der Brügmannstraße und Industrieschule in der Karlstraße bis 1945 Bestand. Bei einem Luftangriff auf Dortmund wurde das Schulgebäude in der Brügmannstraße im März 1945 zerstört. Nach dem Krieg wurde 1945 die Trennung zwischen Handwerks- und Industrieberufen von der britischen Militärregierung aufgehoben. Die „Berufs- und Fachschule Abteilung Metallgewerbe“ wurde gegründet. Drei Jahre später 1948/1949 gab die Stadt Dortmund der Schule die Genehmigung, noch brauchbare Stühle und Tische aus der zerstörten Schule in der Brügmannstraße für die Ausweichschulen in Dorstfeld und Hombruch zu verwenden.
Am 5. Mai 1955 wurde der erste Bauabschnitts des wieder aufgebauten Schulkomplexes in der Brügmannstraße eingeweiht. Zu den Berufen Mechaniker, Augenoptiker, Uhrmacher und Goldschmied kommen die Elektroberufe, Gas- und Wasserinstallateure, Stahlbauschlosser und Stahlbauzeichner und Schmiede hinzu. Bereits zwei Jahre später, am 1. April 1957 kam es mit der Fertigstellung des „Brügmannblockes“ zur Teilung der Schule in Metallgewerbe I und II.
Diese Schulen wurden am 1. August 1972 in „Gewerbliche Schulen I der Stadt Dortmund“ umbenannt. Später am 1. August 1999 im Rahmen der Umwandlung der berufsbildenden Schulen zu Berufskollegs erhielt das Berufskolleg der Gewerblichen Schulen I den neuen Namen Robert-Bosch-Berufskolleg.
Ab 2002 leitete das Berufskolleg Klaus Manegold und löste damit Willi Dieckerhoff ab, der der Schule 10 Jahre als Leiter vorstand.
Die Umsetzung des Fachraumkonzepts über fünf Jahre durch Mittel aus dem Europäischen Sozialfonds und der Stadt Dortmund – Ziel 2, erfolgte 2003. Im Jahr 2005 beschloss die Stadt Dortmund, einen Neubau für das Robert-Bosch-Berufskolleg zum Schuljahr 2009/2010 und eine Dependance zum Schuljahr 2006/2007 in der Sckellstraße in Hörde zu errichten.
Die Dependance in der Sckellstraße wurde im Jahr 2006 bezogen. In der Zweigstellen wurden die IT-Berufe, die Fachkräfte für Veranstaltungstechnik und die Informationselektroniker unterrichtet.
Der Neubau am Dortmunder U wurde im April 2016 bezogen. Die Stadt Dortmund investierte 12,6 Mio. Euro in die Fachraumausstattung. Die Anzahl der Schüler stieg in der Folgezeit auf über 3000 an.
Mit Beginn des Schuljahres 2019/2020 übernahm Markus Herber die Leitung des Robert-Bosch-Berufskollges, nachdem Klaus Manegold nach 17 Jahren an der Spitze des Berufskollegs in den Ruhestand wechselte.

## Quelle
- MSB NRW: Allgemeine Ausbildungs- und Prüfungsordnung Berufskollegs.